# Старий Варяш
Старий Варя́ш (рос. Старый Варяш, башк. Иҫке Вәрәш) — село у складі Янаульського району Башкортостану, Росія. Адміністративний центр Староваряської сільської ради.
Населення — 285 осіб (2010; 314 у 2002).
Національний склад:
- удмурти — 100 %